# アイピーシー・ワールド
株式会社アイピーシー・ワールドは、日本のメディア、食品輸入卸販売企業。主に南米系外国人のための報道事業をしている。

## 沿革
- 1995年 「株式会社アイ・ピー・シーテレビジョンネットワーク」として設立
- 1996年 パーフェクTV!（現在のスカパー!プレミアムサービス）にて衛星放送チャンネルの放送を開始
- 2001年 現社名に変更。また輸入販売業を営む南米物産を傘下に収める。
- 2007年 アイ・ピー・シー・パートナーズ（2005年に南米物産より営業譲渡を受ける）を吸収合併。
- 2014年 IPCTVからIPCTV グローボに変更。
- 2019年 IPCTV グローボの放送を終了。

## 事業内容
- 放送法による衛星一般放送事業
  - 2010年現在、TVグローボ・インターナショナルチャンネル（Ch.514）の衛星一般放送事業者である。
  - 以前はスカパー!でTVEスペインチャンネル（Ch.332）、RECORDインターナショナルチャンネル（Ch.333）、IPCラテンアメリカチャンネル（Ch.334）といったチャンネルも運営していた。
- 外国語新聞インターナショナルプレスの発行 など